# 아바이마을
아바이마을은 강원특별자치도 속초시 청호동에 위치한 함경도 출신 실향민들의 집단촌이다. 행정구역상 속초시 청호동에 속해있으며 속칭으로 '아바이촌' 또는 '아바이집단촌' 이라고도 불린다. 한국 전쟁 당시 월남한 실향민이 이 곳 인구의 70%를 차지하고 있다.

## 역사
1950년 한국 전쟁이 발발하고 이듬해 1.4 후퇴가 발생하여 국군이 남하하게 되면서 당시 북한에 있던 함경도 피난민들이 월남하게 되면서 휴전협정으로 고향에 돌아갈 수 없게 되자 지금의 강원특별자치도 속초시 청호동 지역에 지금의 집단촌을 만들었으며 함경도 방언으로 '아저씨'를 뜻한다는 '아바이'라는 방언을 붙여 마을이름을 지었다. 실향민 집단촌이지만 특히 함경도 출신들이 대부분을 차지한다. 한국 북파공작원의 증언에 의하면 이곳 주민 중 일부는 북파공작원이 남한으로 데려온 사람이라고 한다

## 주민
주민의 대부분은 함경도에서 남하한 사람들이며 지금은 실향민 2세들이 대부분 거주하고 있다. 초기의 실향민 1세들은 대부분 사망하였던 것으로 추정된다. 주로 어업활동에 종사하며 냉면, 순대 등 북한요리 전문점을 위주로 한 민간업소를 운영하는 쪽도 있다. 결집력, 단결력이 짙으며 고향인 함경도 지역에 대한 향수와 그리움이 짙은 편이 많다. 주민등록상으로는 속초시 청호동에 속해있다.

## 관광
예전에는 조용하고 쓸쓸한 집단촌에 불과했으나 1990년대 말에 들어 속초를 방문하는 관광객들로부터 새로운 명소로 알려져 이 지역을 방문하는 이들이 늘었으며 KBS 드라마 가을동화의 촬영지로도 잘 알려져 있다. 같은 방송사의 예능프로인 1박 2일도 이 곳에서 촬영했던 적이 있다. 2020년에는 남자친구라는 드라마도 이 곳에서 촬영을 하여 더욱 인기를 끌었다.

## 교통수단
마을이 섬 형태로 이루어져 있어서 예로부터 '갯배'라는 거룻배를 통해 이용하였는데 갯배는 여러사람이 배에 있는 쇠고리로 끌어당겨 움직이는 직사각형 모양의 거룻배이다. 지금은 육로교통이 발달하여 왕래가 편해졌지만 지금도 일부에서는 갯배를 이용하기도 한다. 배삯은 한 번에 500원(왕복1,000원)이며, 마을 주민들은 무료로 이용할 수 있다.

## 음식
냉면, 순대 등이 있는데 특히 함경도 출신들이 많기 때문에 함흥냉면이 대표적이며 '아바이순대' 라 불리는 오징어로 만든 순대가 있다.(아바이순대와 오징어순대는 명백히 다르다. 아바이순대는 주로 돼지의 대창 속에 익힌 찹쌀밥, 선지, 고기 간 것, 배추, 파, 참깨, 들깨, 멥쌀, 좁쌀 등의 소를 넣고 쪄낸 것으로 찹쌀밥을 넣지 않은 작은창자를 이용하는 다른 지방의 순대와는 다르다는 것이 특징이다.)
아바이 마을에 순대를 파는 가게가 밀집되어 있지만, 속초시의 다른 곳에서도 팔고 있다.